# Need for Speed - O Filme
Need for Speed (bra/prt: Need for Speed - O Filme) é um filme de ação dirigido por Scott Waugh, escrito por George Gatins e John Gatins e produzido pela DreamWorks Pictures. É uma adaptação cinematográfica da popular série de videogames de corrida Need for Speed da Electronic Arts. É estrelado por Aaron Paul como piloto Tobey Marshall, que participa de uma corrida cross-country, como uma maneira de vingar a morte de seu amigo nas mãos de um piloto rival. O filme foi lançado pela Touchstone Pictures em 14 de março de 2014, em 3D, IMAX e cinemas 2D convencionais.

## Elenco
- Aaron Paul como Tobey Marshall, um mecânico de colarinho azul, que é acusado de um crime federal que nunca cometeu.[6]
- Dominic Cooper como Dino Brewster, um empresário no mundo de atualizações de carro.[7]
- Imogen Poots como Julia Maddon, uma negociante de carro exótica e esclarecida que conecta os ricos com supercarros de alta qualidade.[8]
- Scott Mescudi[9] como Maverick, membro da equipe de Tobey.
- Ramón Rodríguez[10] como Joe Peck, membro da equipe de Tobey.
- Rami Malek[9] como Finn, membro da equipe de Tobey.
- Michael Keaton como Monarch, recluso e excêntrico anfitrião de uma secreta competição de supercarros.[11]
- Dakota Johnson[12] como Anita Coleman, Irmã mais velha de Pete, ex-namorada de Tobey e noiva de Dino.
- Harrison Gilbertson[9] como Little Pete Coleman, irmão mais novo de Anita e um membro da equipe de Tobey.
- Stevie Ray Dallimore como Bill Ingram

## Produção
Em julho de 2012, a DreamWorks Studios estava comprometida com um filme baseado na série de videogames Need for Speed da Electronic Arts, inicialmente com uma data de lançamento de 7 de fevereiro de 2014 e, posteriormente, 14 de março de 2014, Irmãos George e John Gatins tinham escrito  um roteiro que estava sendo comprado pelos estúdios em abril do mesmo ano. Taylor Kitsch foi oferecido o papel principal em julho de 2012, embora o papel chegou indo para Aaron Paul em outubro. Paul fez o teste para o papel de Dino Brewster, embora o diretor Scott Waugh e chefe da DreamWorks Steven Spielberg decidiram ir contra isso e lançou-o como o protagonista. No mesmo mês, Imogen Poots foi escalada como a protagonista feminina. Em janeiro de 2013, Dominic Cooper, Kid Cudi, Ramón Rodríguez, Rami Malek e Harrison Gilbertson foram lançados no filme. Michael Keaton foi lançado no elenco em fevereiro de 2013.
Filmagem principal começou em Macon, na Geórgia em meados de abril de 2013. Outras locações incluem Road Atlanta em Braselton, na Geórgia, em 12 de maio de 2013, A 13th Street Bridge, em Columbus, na Geórgia, e Campo de Marte, em Detroit, Michigan, a partir de 1 de junho de 2013.
Para seqüências de perseguição do filme, os cineastas decidiram contra o uso de imagens geradas por computador, empregando efeitos práticos, o que exigiu do elenco para receber extensas aulas de condução.

## Lançamento
Em 25 de setembro de 2013, DreamWorks lançou o trailer do filme no iTunes. Disney e DreamWorks anunciou a conversão de pós-produção do filme para 3D em 5 de fevereiro de 2014.
Need for Speed realizou a sua estreia mundial no Grauman's Chinese Theatre em 7 de março de 2014. O filme foi lançado pela Touchstone Pictures em 14 de março de 2014 em selecionados 3D, IMAX e cinemas 2D convencionais.

## Recepção

### Bilheteria
Need for Speed ganhou US$ 43.577.636 na América do Norte e US$ 159.700.000 em outros países, para um total mundial de US$ 203.277.636. No dia de seu lançamento de ampla abertura, Need for Speed ganhou $6,6 milhões. O filme terminou em terceiro lugar no fim de semana tradicional de três dias com US$ 17,8 milhões.

### Resposta da crítica
Need for Speed recebeu de críticas mistas para negativas da crítica e audiência. O site que agrega revisões Rotten Tomatoes relata de que 23% dos críticos deram ao filme uma revisão positiva com base em 182 comentários, com uma pontuação média de 4.31/10. Em Metacritic, que detém uma 39/100 com base em 38 comentários, indicando críticas mistas ou média, enquanto que com os usuários que detém um 7.2 de 10. Por outro Lado, O Critico Thiago Romariz do site Omelete deu 3 "ovos" de 5 para o filme, dizendo: "Não será dessa vez que os fãs de games verão uma franquia produzir um grande filme. Por outro lado, Need for Speed mostra uma nova maneira de enxergar esse tipo de adaptação, misturando referências cinematográficas ao legado da série. A tentativa é válida."